# Miranda de Duero (Portugal)
Miranda de Duero (en portugués, Miranda do Douro; en mirandés, Miranda de l Douro) es una ciudad portuguesa, perteneciente al distrito de Braganza, en la región de Trás-os-Montes (Norte) y la comunidad intermunicipal Tierras de Trás-os-Montes, en la Tierra de Miranda.
Es la sede de un municipio formado por 13 freguesias, que abarca una superficie de 488,36 km² y una población de 7482 habitantes (2011). El término municipal limita al norte y este con España, al sur con el municipio de Mogadouro y al oeste con el de Vimioso. Su territorio se encuentra comprendido dentro del parque natural del Duero Internacional.
Sus habitantes han hablado tradicionalmente una lengua distinta al portugués, denominada mirandés, una variedad del asturleonés. Desde 1999, su uso goza de protección legal en la Tierra de Miranda. Por ejemplo, su enseñanza se incluye en el currículo educativo y las instituciones públicas con sede en Miranda de Duero pueden emitir sus documentos acompañados de una versión en ese idioma propio.

## Geografía
Miranda está situada en la margen portuguesa del río Duero y desde España se accede a ella cruzando por el paso fronterizo que se abre sobre la presa de Miranda, una de las presas que cortan el río a lo largo de la frontera hispano-portuguesa. El paisaje característico de su emplazamiento está formado por altas paredes de granito que encajonan el curso del agua en su tramo internacional, conocidas popularmente como arribes en España y arribas en Portugal, que se engloban dentro del parque natural del Duero Internacional.

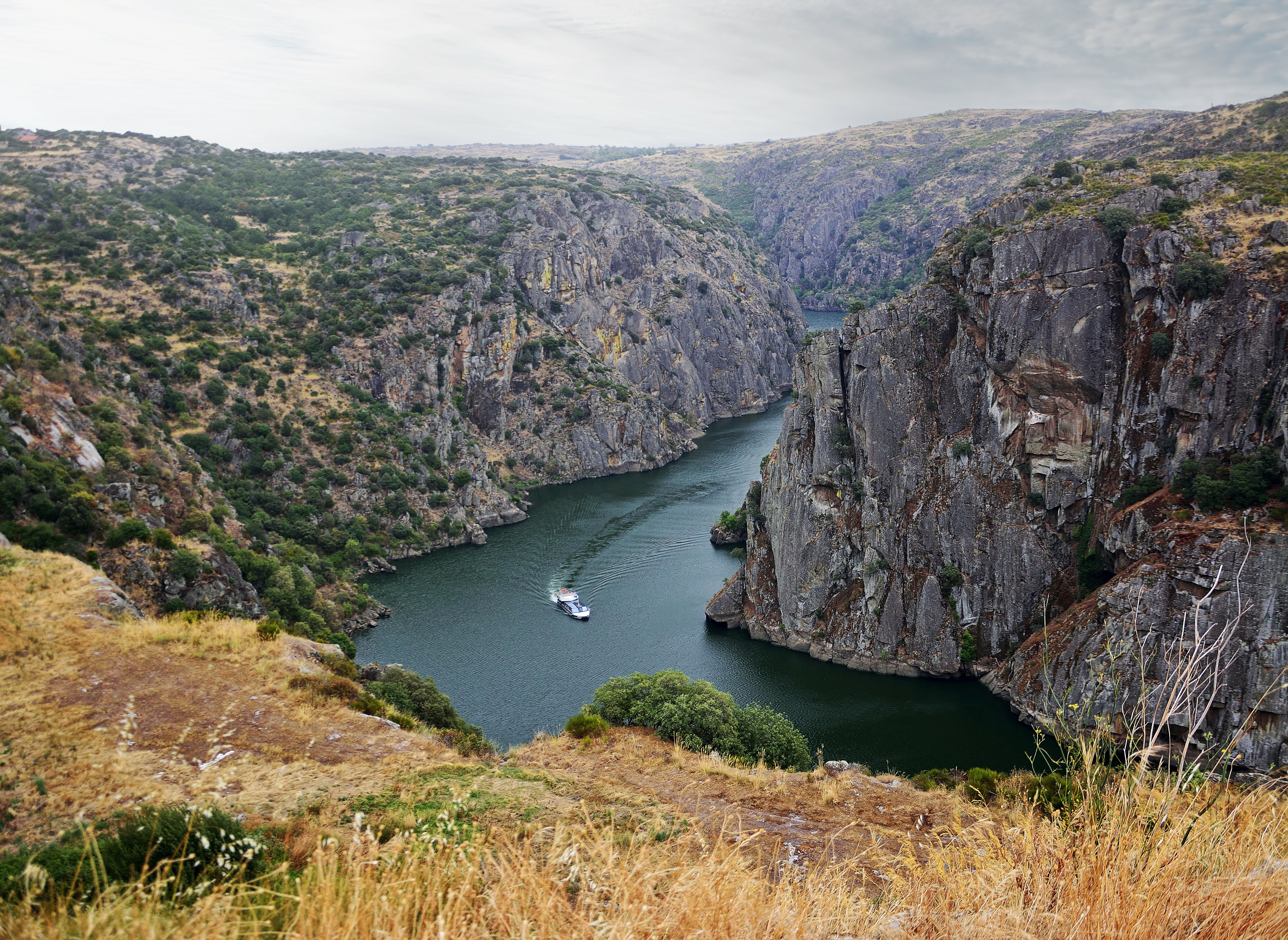
Arribes del Duero
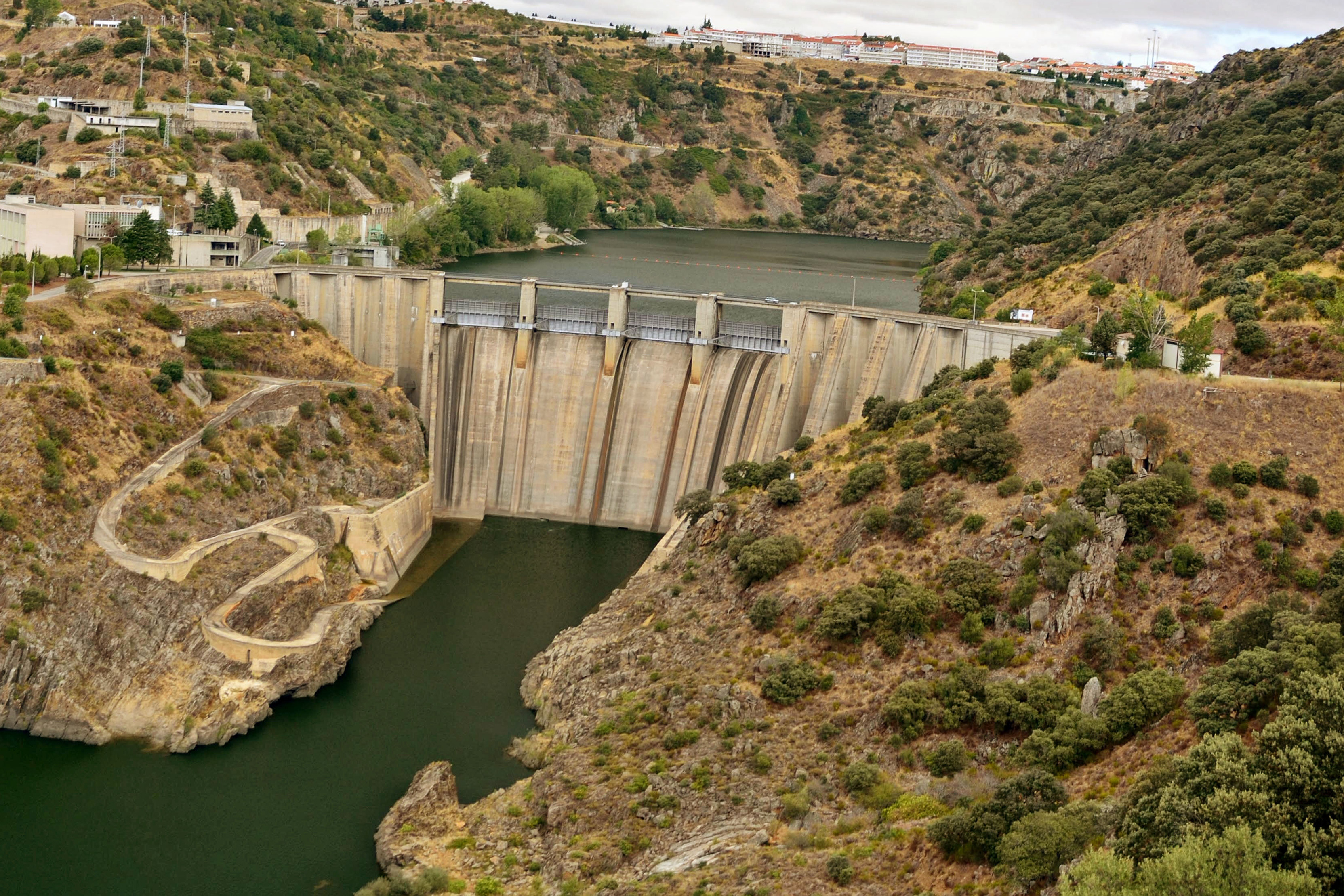
Presa de Miranda
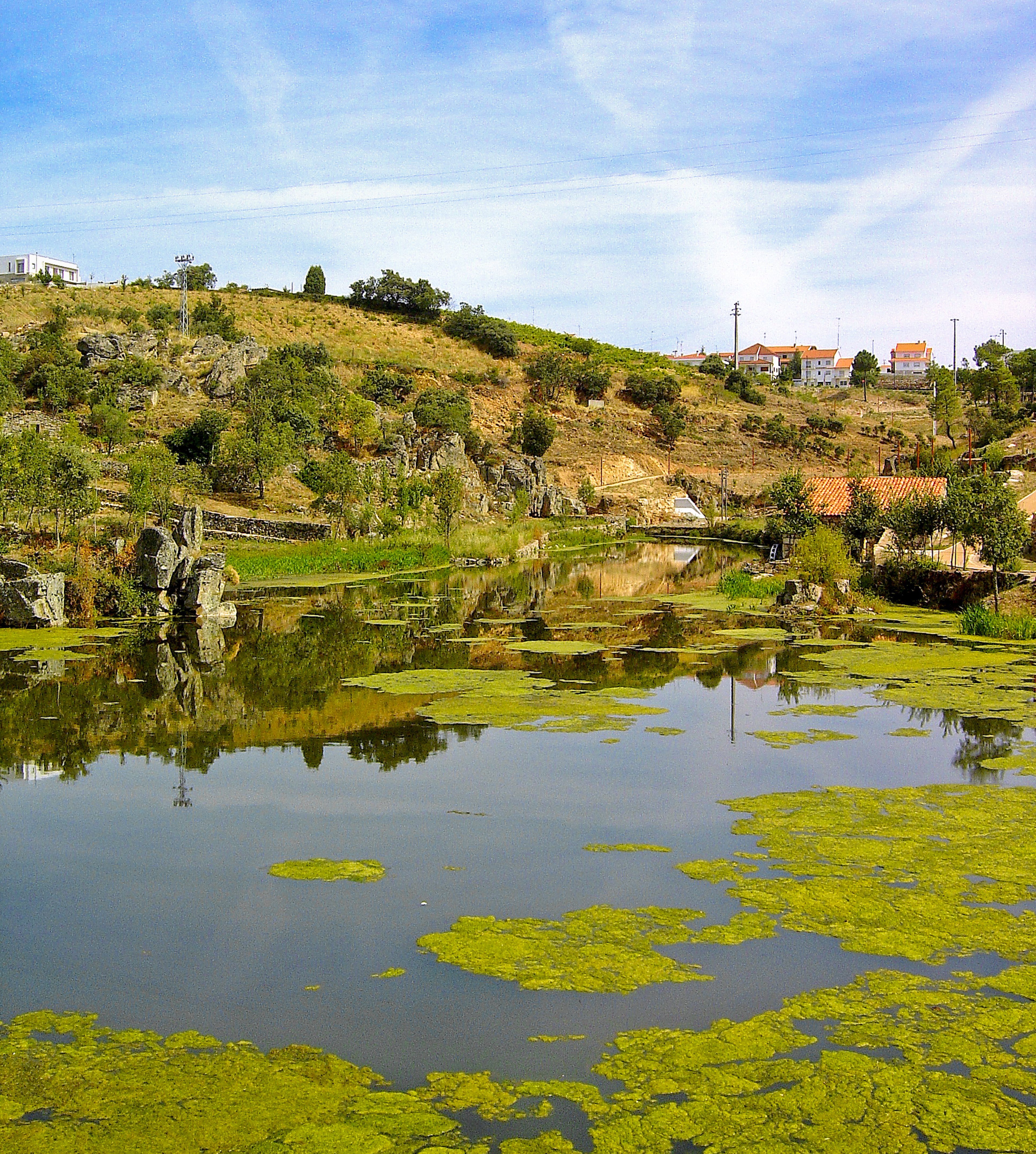
Parque del Río Fresno
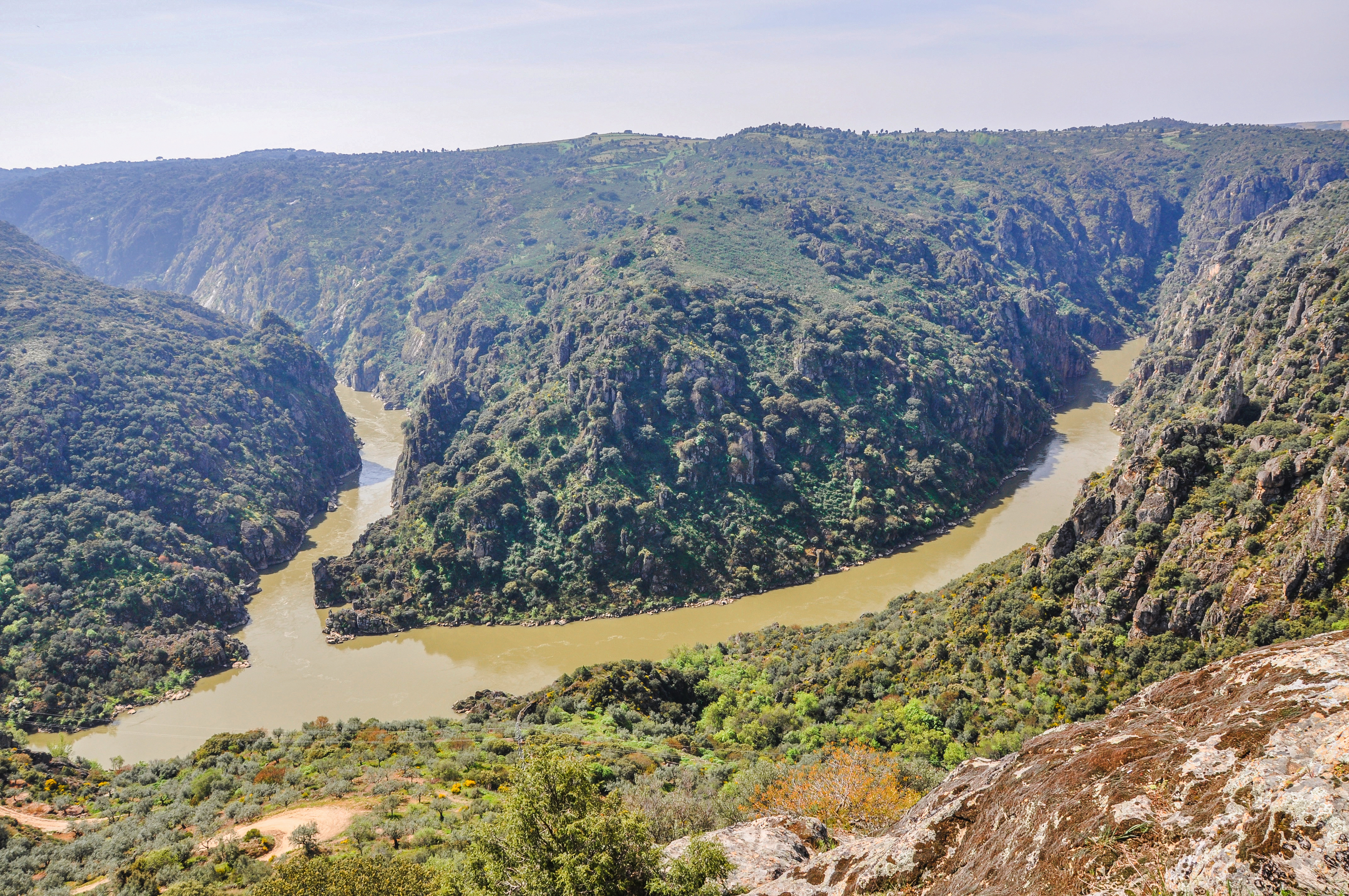
Mirador da Fraga do Puio
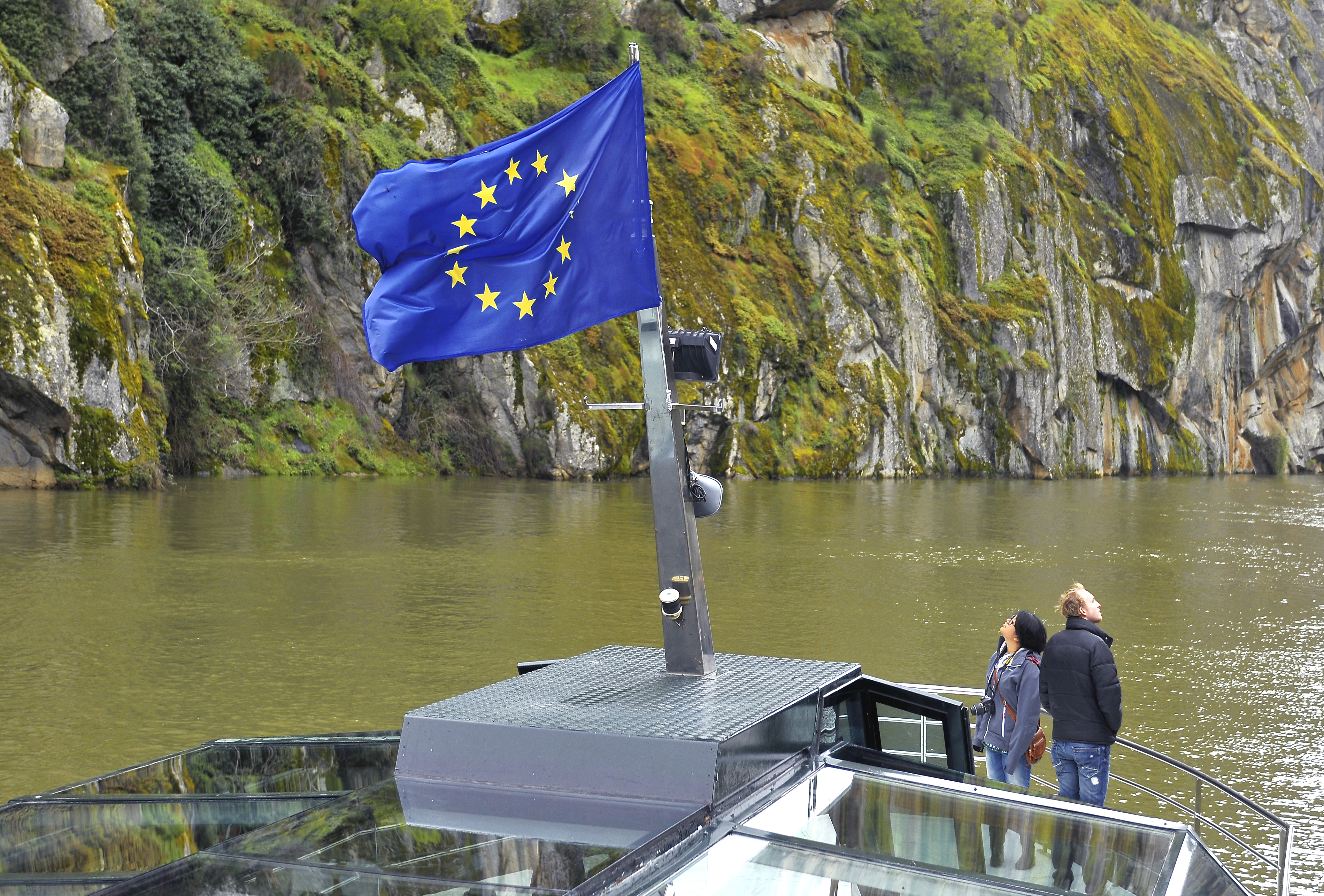
Estación Internacional, crucero fluvial
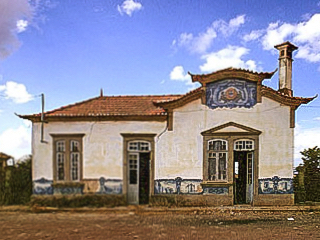
Línea del Sabor

### Clima
Miranda de Duero tiene un clima mediterráneo de tipo Csb, es decir, con veranos suaves. Los días con más de 30 °C ocurren con cierta frecuencia, unos 35 de promedio al año, y los veranos son secos, pero con noches frescas. Los inviernos son muy fríos y lluviosos, con muchos días por debajo de 0 °C, unos 58 por año y más de la mitad de los días de enero.
| Parámetros climáticos promedio de Miranda de Duero | Parámetros climáticos promedio de Miranda de Duero | Parámetros climáticos promedio de Miranda de Duero | Parámetros climáticos promedio de Miranda de Duero | Parámetros climáticos promedio de Miranda de Duero | Parámetros climáticos promedio de Miranda de Duero | Parámetros climáticos promedio de Miranda de Duero | Parámetros climáticos promedio de Miranda de Duero | Parámetros climáticos promedio de Miranda de Duero | Parámetros climáticos promedio de Miranda de Duero | Parámetros climáticos promedio de Miranda de Duero | Parámetros climáticos promedio de Miranda de Duero | Parámetros climáticos promedio de Miranda de Duero | Parámetros climáticos promedio de Miranda de Duero |
| Mes                                                | Ene.                                               | Feb.                                               | Mar.                                               | Abr.                                               | May.                                               | Jun.                                               | Jul.                                               | Ago.                                               | Sep.                                               | Oct.                                               | Nov.                                               | Dic.                                               | Anual                                              |
| -------------------------------------------------- | -------------------------------------------------- | -------------------------------------------------- | -------------------------------------------------- | -------------------------------------------------- | -------------------------------------------------- | -------------------------------------------------- | -------------------------------------------------- | -------------------------------------------------- | -------------------------------------------------- | -------------------------------------------------- | -------------------------------------------------- | -------------------------------------------------- | -------------------------------------------------- |
| Temp. máx. media (°C)                              | 8.2                                                | 11                                                 | 14.1                                               | 15.6                                               | 19.3                                               | 24.7                                               | 28.8                                               | 28.9                                               | 24.9                                               | 18.4                                               | 12.6                                               | 9.2                                                | 18                                                 |
| Temp. media (°C)                                   | 4.1                                                | 6.1                                                | 8.3                                                | 10                                                 | 13.4                                               | 17.9                                               | 21.2                                               | 21.1                                               | 17.9                                               | 12.7                                               | 7.8                                                | 5.4                                                | 12.2                                               |
| Temp. mín. media (°C)                              | 0                                                  | 1.1                                                | 2.5                                                | 4.4                                                | 7.6                                                | 11.1                                               | 13.5                                               | 13.4                                               | 11                                                 | 7.2                                                | 3.1                                                | 1.5                                                | 6.4                                                |
| Lluvias (mm)                                       | 62.9                                               | 54.2                                               | 29.9                                               | 56.4                                               | 59.3                                               | 35.9                                               | 16.3                                               | 14.4                                               | 33.8                                               | 60.5                                               | 61.7                                               | 76.4                                               | 561.7                                              |
| Fuente: Instituto Português do Mar e da Atmosfera  |                                                    |                                                    |                                                    |                                                    |                                                    |                                                    |                                                    |                                                    |                                                    |                                                    |                                                    |                                                    |                                                    |

## Historia

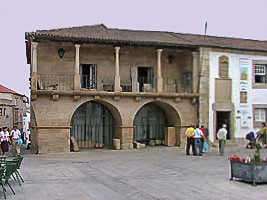
Museo de la Tierra de Miranda.

El origen de Miranda de Duero como lugar poblado es todavía discutido por los historiadores, pero los descubrimientos de los arqueólogos dan pruebas de población ya en la Edad del Bronce. Alrededor del año 716 d. C. los moros derrotaron a las tribus visigodas locales y ocuparon algunas de las tierras, llamando a la zona Mir-Hândul.
En la antigüedad perteneció al convento de Astorga, en la Región de León, del que quedó influida cultural y lingüísticamente. 
A finales del siglo XI, León poseía la región como un paso hacia Portugal. El asentamiento de la aldea de Miranda se desarrolló por iniciativa del rey Dionisio, en una zona que se encontraba entre las márgenes laterales de los ríos Duero y Fresno. Fue en Miranda donde se firmó el Tratado de Alcañices entre Dionisio I y Fernando IV de Castilla, estableciendo la frontera entre el Reino de Portugal y la Corona de Castilla. Miranda fue fundada el 18 de diciembre de 1286, siendo inmediatamente elevada a la categoría de villa, con uno de sus requisitos previos declarando que la división administrativa sería un feudo de la Corona. A partir de ese momento, Miranda se convirtió progresivamente en una de las ciudades más importantes que bordeaban la región de Trás-os-Montes.
La Corona de Castilla ocupó Miranda de Duero a finales del siglo XIV y permanecieron allí hasta que fueron expulsados por Juan I de Portugal. El 10 de julio de 1545, el rey Juan III de Portugal elevó Miranda de Duero al rango de ciudad, convirtiéndose al mismo tiempo en la primera diócesis de Trás-os-Montes mediante una bula del Papa Paulo III del 22 de mayo de 1545, que segmentará una parte importante de la archidiócesis de Braga. Miranda, por lo tanto, se convirtió en la capital de Trás-os-Montes, sede del obispado, que incluía la residencia del obispo, los canónigos y las autoridades eclesiásticas, de la gobernación militar y del centro civil.

### Leyenda del Niño Jesús del Sombrero de Copa

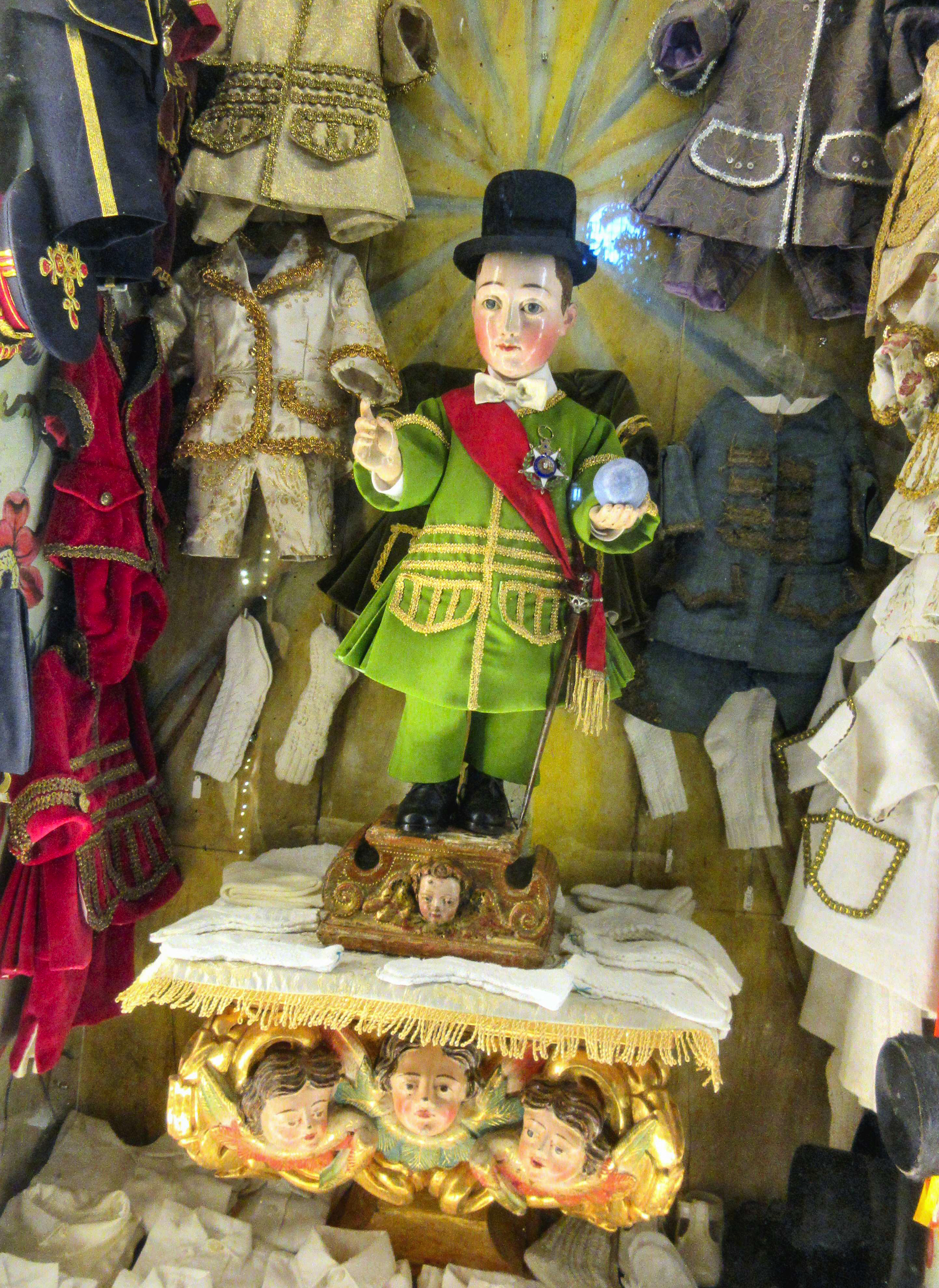
El Niño Jesús del Sombrero de Copa expuesto en una vitrina.

El retablo-vitrina del Menino Jesus da Cartolinha es uno de los polos de atracción de la catedral y uno de los iconos identificativos y turísticos de la ciudad de Miranda de Duero. Se trata de la imagen de un niño muy bien vestido, tocado con sombrero de copa y con un globo en la mano izquierda. Está rodeado, en su vitrina, de otros ropajes, tocados y uniformes, primorosamente bordados y expuestos.
El origen de esta imagen proviene de una leyenda surgida en torno a episodios de la guerra de sucesión española. En 1711, los españoles invadieron y ocuparon Miranda durante varios meses. En medio de las vejaciones sufridas durante la ocupación aparece en las murallas un niño, vestido de hidalgo caballero, convocando a los mirandeses a levantarse contra los españoles. La población se subleva y al frente se coloca el niño caballero, aunque no siempre hace acto de presencia, aparece y desaparece.
Cuando se logró la liberación de la ciudad, se buscó al niño, pero no se le pudo encontrar. Los mirandeses, perplejos, terminaron considerando que la oportuna aparición del niño animándoles a la lucha constituía un milagro y que la victoria contra los españoles era debida a la intervención divina.
El cabildo catedralicio mandó esculpir una figura del Niño Jesús, pero no como un niño de cuna, sino como un preadolescente vestido de caballero. 
A finales del siglo XIX se le cubrió con el famoso sobrero de copa, símbolo de jerarquía militar y cívica. En los meses más fríos, lo calientan con la típica capa de honras mirandesa, pero su vestuario es tan extenso que incluso incluye uniformes de la Guardia Nacional Republicana y de la Policía de Seguridad Pública, que le ofreció un ministro portugués, Rui Pereira, nativo del municipio.
Esta imagen es hoy una de las más buscadas por los visitantes de la catedral y se ha convertido, con toda naturalidad, en el patrón de la infancia mirandesa. Como tal, sale en procesión el Día de Reyes, llevado por cuatro niños.

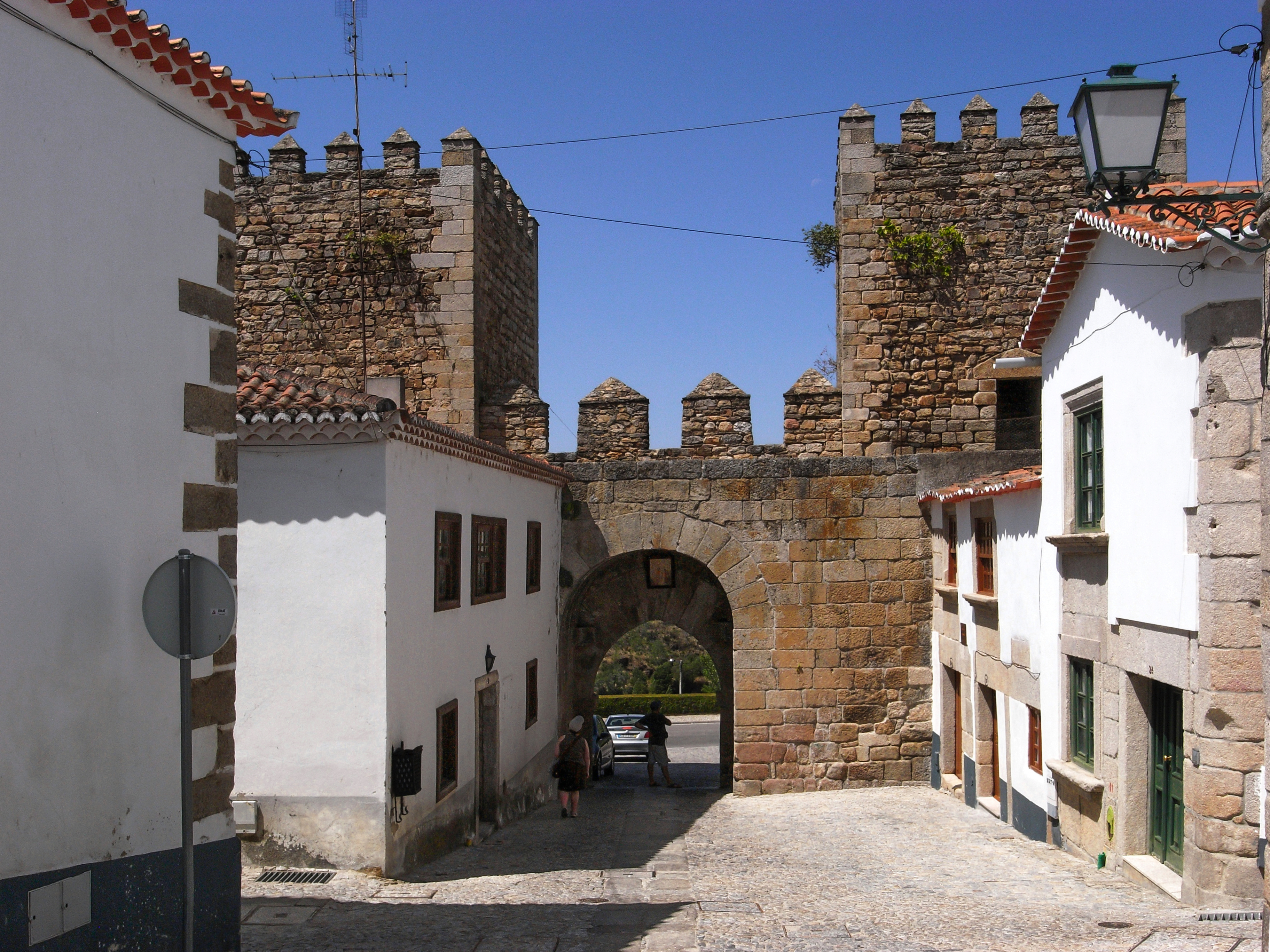
Restos de la muralla de Miranda.

### Explosión del castillo
Miranda de Duero siempre fue una población bastante importante, sobre todo en la Edad Media, debido a su situación fronteriza, que le dio protagonismo en la historia al ser lugar de batalla en la denominada Guerra de los Siete Años, que enfrentó a España y Portugal, junto con otras naciones. El 5 de mayo de 1762, el ejército español parte de Alcañices con el objetivo de asediar Miranda. Uno de los proyectiles de los españoles cayó en el almacén de explosivos del castillo de Miranda, donde se almacenaban hasta 250 barriles de pólvora. La explosión fue de tal envergadura que se sintió incluso en la aldea de Ifanes, dentro del municipio de Miranda, donde se encontraba el ejército irlandés. La torre del homenaje y las murallas salieron volando en pedazos, matando con ello a muchos milicianos, soldados y habitantes de la ciudad. El gobernador de Miranda no tuvo otra opción que rendir la ciudad. El ejército español auxilió a los heridos y tomó como prisioneros a más de 1000 milicianos y 100 soldados. Al finalizar la guerra, el ejército español abandonaría la ciudad, en 1763, tras un año de ocupación.

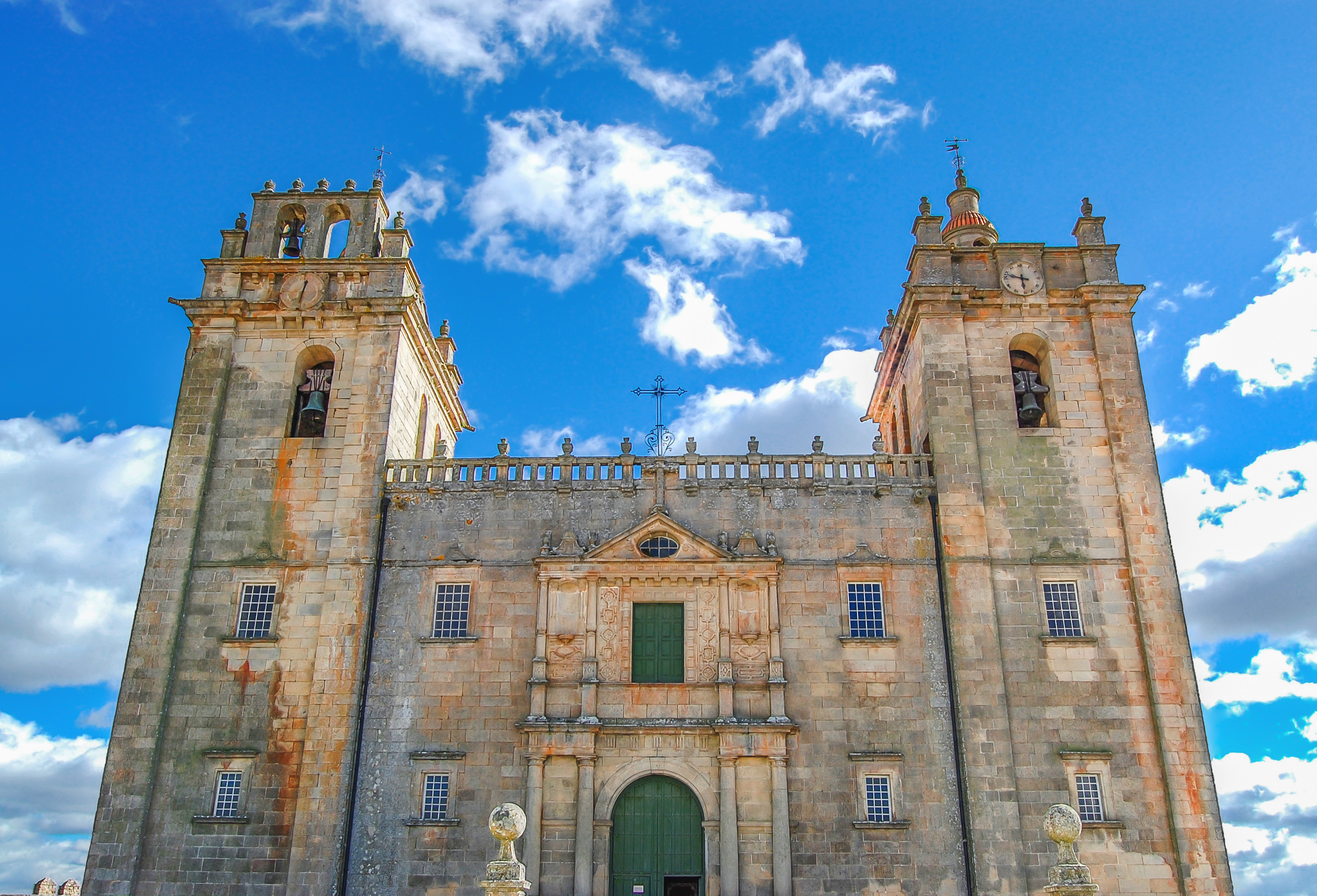
Fachada de la iglesia mayor (antigua catedral) de Miranda.

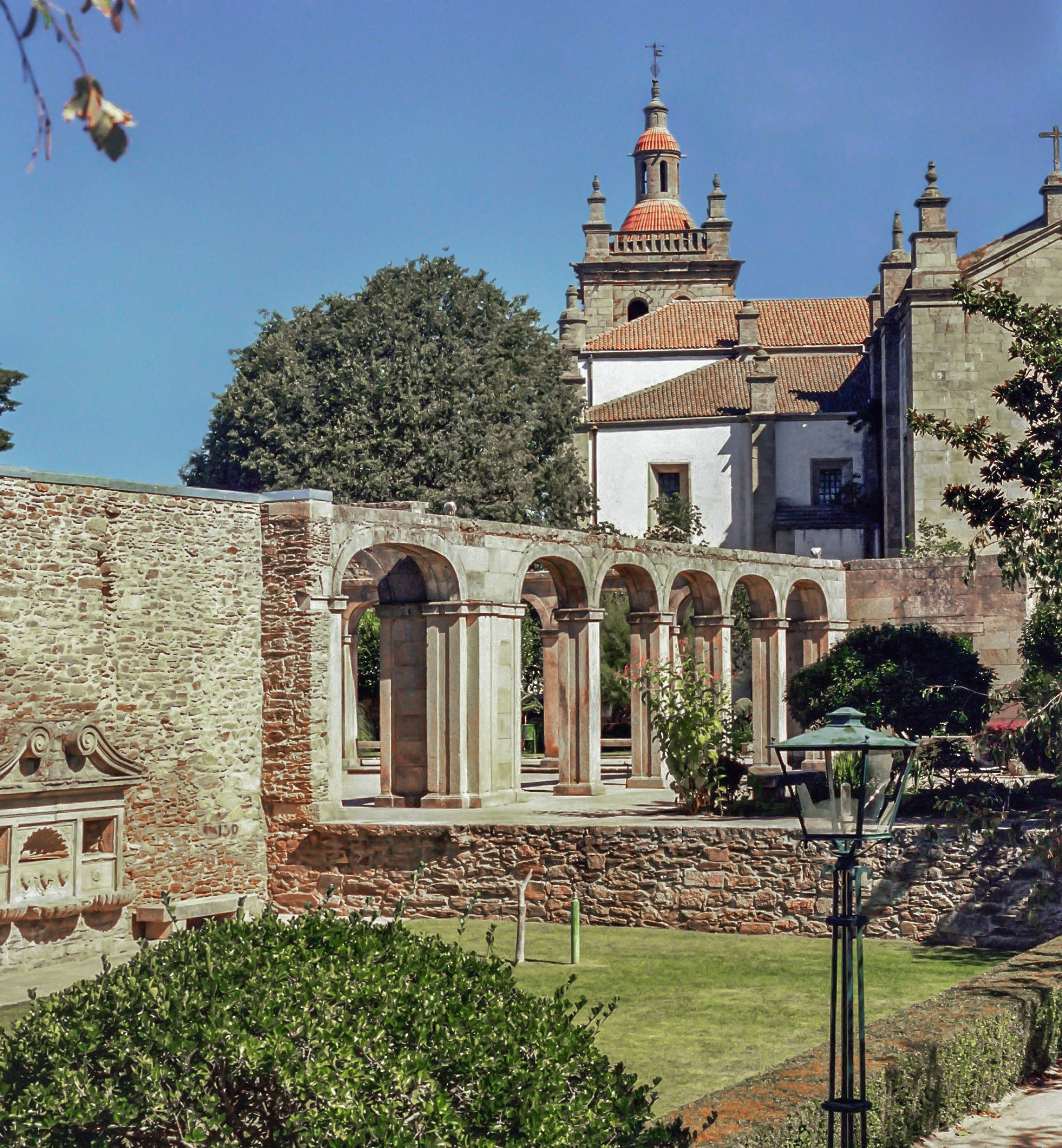
Restos del palacio del Obispo, actual parque público.

### Pérdida de la sede diocesana
Al término de la Guerra de los Siete Años comenzaría un periodo de decadencia en la ciudad, con muchos de sus edificios derruidos y palacios y casas tapiadas debido a la crisis economía que se sucedió. Aproximadamente un tercio de la población de la ciudad, unos 400 residentes, fueron asesinados, lo que provocó la ruina de Miranda. Fue casi dos años después, en 1764, cuando el fraile Aleixo Miranda Henriques, entonces el vigésimo tercer obispo, abandonó Miranda, trasladándose a Braganza, que se había convertido en una sede episcopal rival en el noreste de Portugal. En 1680, era la única sede eclesiástica de la región. La sede de la diócesis de la zona, pasa así de Miranda a la ciudad de Braganza en 1764, provocando un importante punto de inflexión en la historia de la ciudad.

### Llegada del ferrocarril
La zona estaba servida por un ferrocarril de vía estrecha, la línea del Sabor, que recorría más de 100 km entre Duas Igrejas-Miranda y la terminal sur de Pocinho, donde se podían hacer conexiones con la línea principal a Oporto. La línea cerró en 1988.

### Central hidroeléctrica
El gobierno portugués encargó al grupo americano Knappen-Tippets-AbbenMcCarthy (KTAMC) la elaboración de un estudio sobre el río Duero y sus afluentes, dando continuidad a la política de electrificación del país acogida al Plan Marshall e impulsada por la Sociedad Hidroeléctrica del Duero. A partir de 1953 se confió el completamiento de los planos generales desarrollados por KTAMC a João Archer de Carvalho (1928), Manuel Nunes de Almeida (1924) y Rogério Ramos (1927), que desarrollarían la arquitectura de los complejos hidroeléctricos planificados en Miranda do Douro.

## Cultura
En Miranda se habla junto al portugués el idioma mirandés, que es un habla derivada del dominio lingüístico asturleonés y que tiene carácter oficial. Es habitual la rotulación bilingüe en las poblaciones cercanas a Miranda: Sendim, Duas Igrejas o Aldeia Nova.

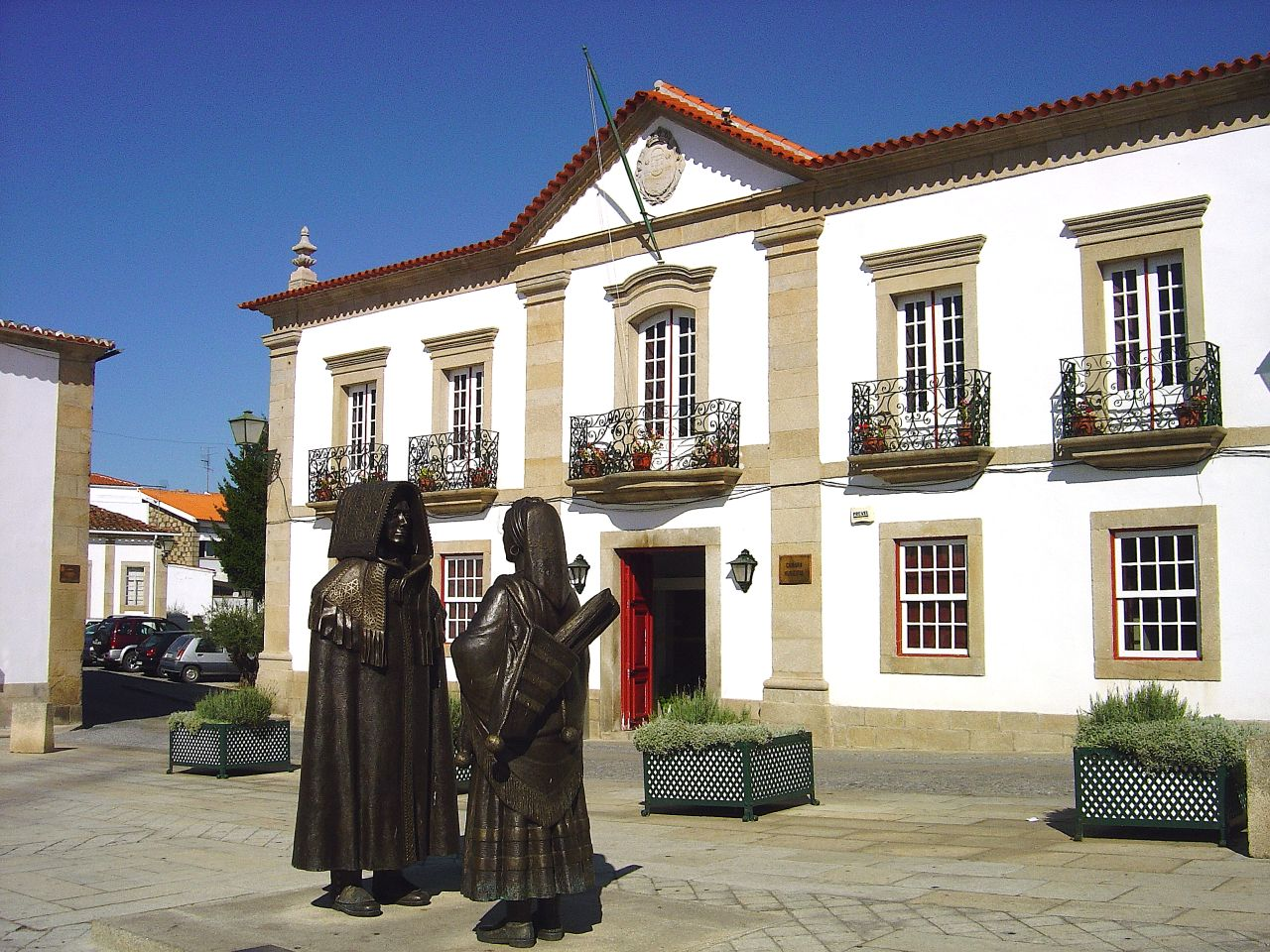
Monumento a los mirandeses, con la capa de honras puesta, frente al ayuntamiento de Miranda.

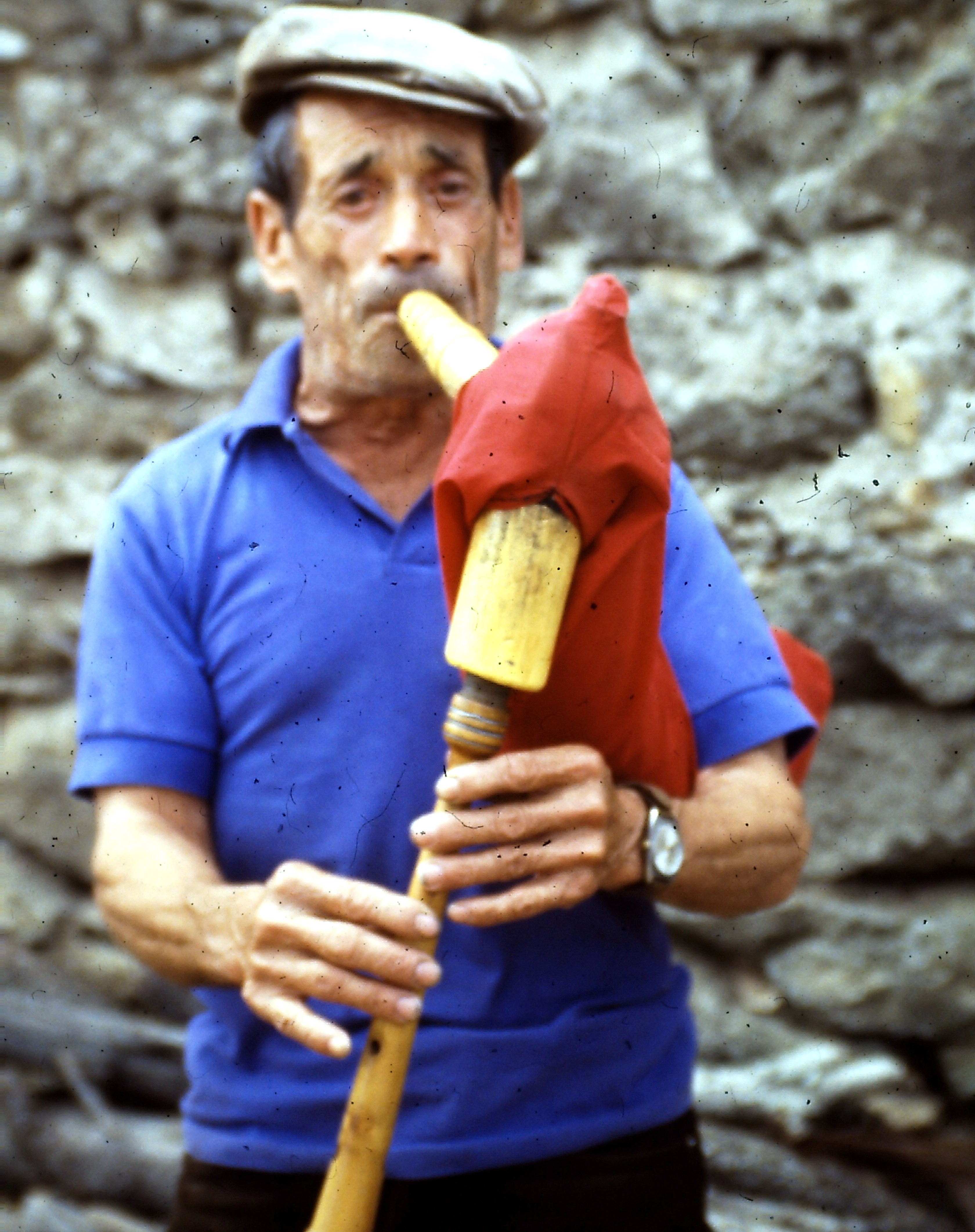
El gaitero Manuel Francisco Aires, más conocido como el Tiu Pascoal.

### Capa de honras
La capa de honras es un icono de la identidad mirandesa, hecha de lana de oveja pura. Requiere un trabajo minucioso por parte del artesano, debido a su complejidad. Su precio puede superar los 600 euros.
Actualmente, solo se utiliza en ceremonias protocolarias o actos de importancia relevante. La capa de honras mirandesa se origina en la española Región de León. Su origen se remonta al siglo IX o X, medieval, teniendo su origen en la "capa de chivas".
En febrero de 2019, el alcalde del municipio de Miranda de Douro, Artur Nunes, en viaje al Vaticano, le ofreció la capa de honras mirandesa al papa Francisco, a lo que esto dijo, tras probársela, que "los portugueses son muy fuertes para cargar una capa que pesa tanto". El alcalde de Miranda expresó que "de traje protector de las inclemencias meteorológicas, hasta ser pieza de vestuario ceremonial, usada en momentos muy especiales, la Capa de Honras permanece como un símbolo majestuoso de las gentes mirandesas, irradiando la fuerza y la nobleza de carácter que le confieren siglos de existencia".

### Gaita mirandesa
La gaita mirandesa se encuentra entre los modelos de gaita más arcaicos conocidos, en cuanto a su afinación y modo. Comparte varios aspectos estructurales con gaitas de regiones vecinas, como la gaita sanabresa y la gaita alistana. La Casa de la Música Mirandesa pretende reavivar y mantener la música tradicional mirandesa, que tiene sus particularidades, principalmente por los instrumentos utilizados, como la gaita mirandesa, y por la letra de sus canciones, en lengua mirandesa. A diferencia de lo que ocurre con la gaita gallega o la gaita escocesa, la gaita mirandesa ha sido recuperada recientemente, por lo que su repertorio es casi todo tradicional, con pocas composiciones modernas.

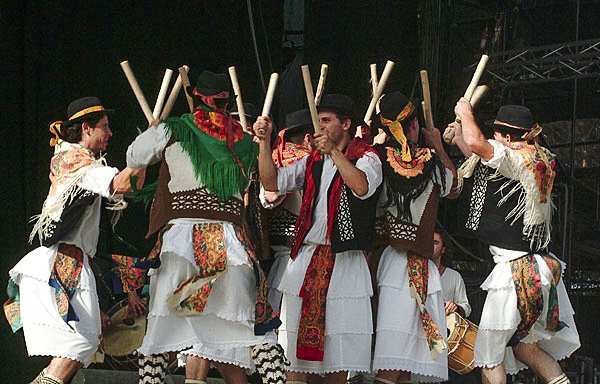
Pauliteiros bailando en la Festa do Avante (fiesta anual del Partido Comunista Portugués) de 2005.

### Pauliteiros
Los pauliteiros son el grupo de personas que bailan al ritmo tradicional de los palos y la música en la Tierra de Miranda. Se trata de una danza guerrera representativa de momentos históricos locales acompañada con los sonidos de la gaita mirandesa y el bombo.
Visten falda bordada y camisa de lino, un chaleco de pardo, botas de cuero, calcetines de lana y sombrero que puede estar adornado con flores y finalmente por dos palos con los que estos bailarines hacen una serie de diferentes pasos y movimientos coordinados. El repertorio musical de la danza de los palos se llama lhazos, y está constituido por la música, el texto y la coreografía. Se llaman pauliteiros pues utilizan palos para tocar con bailes.

### Lengua mirandesa

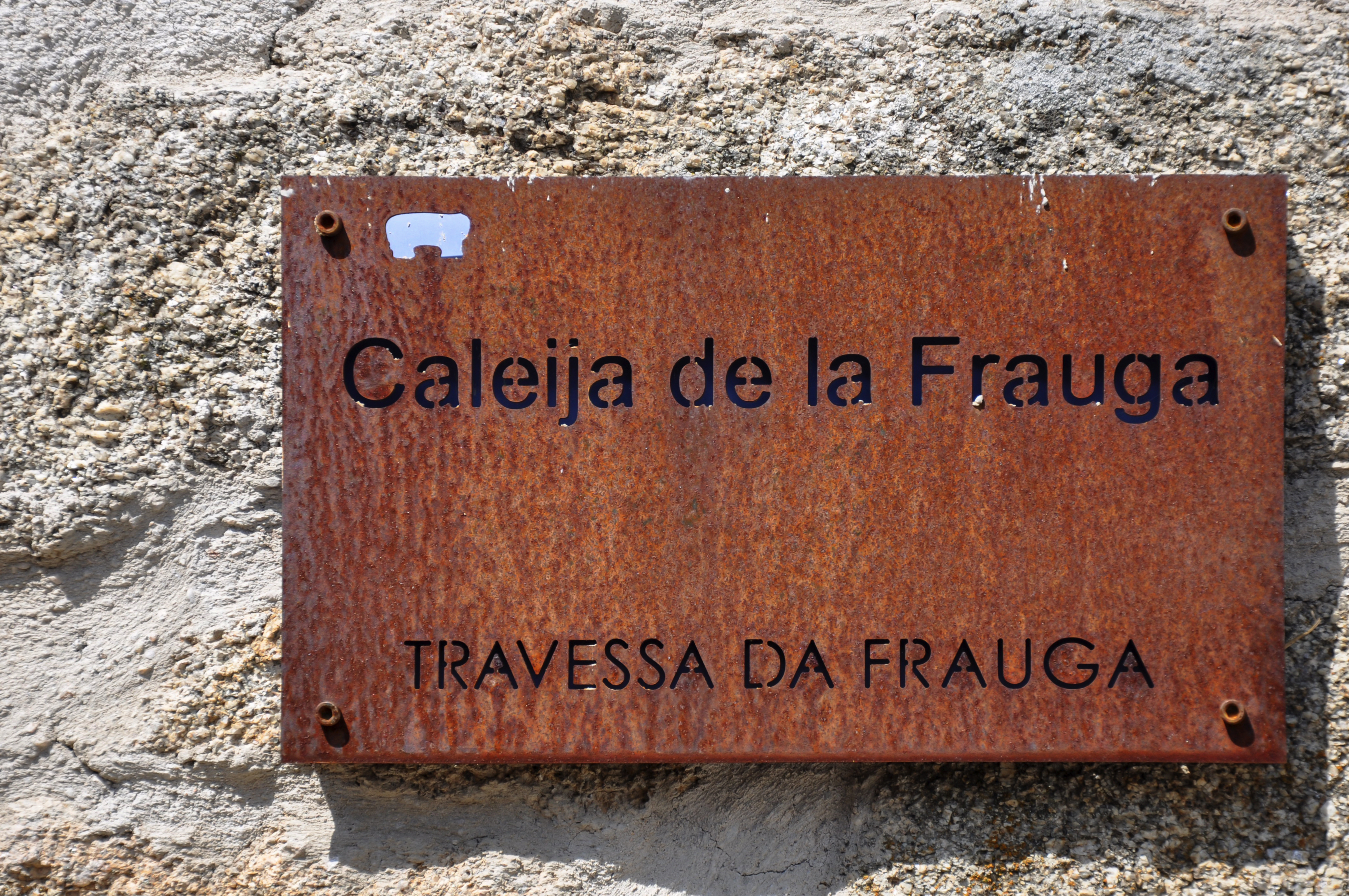
Placa bilingüe en mirandés y portugués en la localidad de Picote.

El mirandés es el glotónimo utilizado para referirse a la lengua tradicional hablada en la Tierra de Miranda, perteneciente al subgrupo asturleonés, que incluye también las hablas tradicionales (leonés y asturiano) de León, Zamora y Asturias, en España.
El mirandés goza de reconocimiento oficial en la región de Trás-os-Montes en virtud de la Ley n.º 7/99, de 29 de enero de 1999, de reconocimiento oficial de derechos lingüísticos de la comunidad mirandesa. Lo hablan unas 15 000 personas en los ayuntamientos de Miranda de Duero y Vimioso. Organismos internacionales como el SIL International le han otorgado un código propio, otras como la Unesco lo encuadran dentro de la lengua leonesa.

## Freguesias
Las freguesias de Miranda de Duero son las siguientes:
- Constantim e Cicouro
- Duas Igrejas
- Genísio
- Ifanes e Paradela
- Malhadas
- Miranda de Duero
- Palaçoulo
- Picote
- Póvoa
- São Martinho de Angueira
- Sendim e Atenor
- Silva e Águas Vivas
- Vila Chã de Braciosa

## Economía

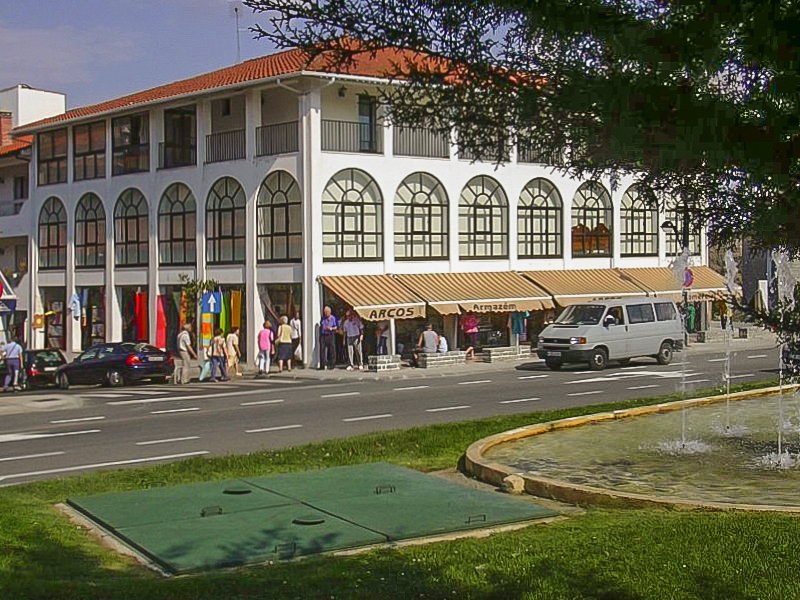
Tiendas en Miranda.

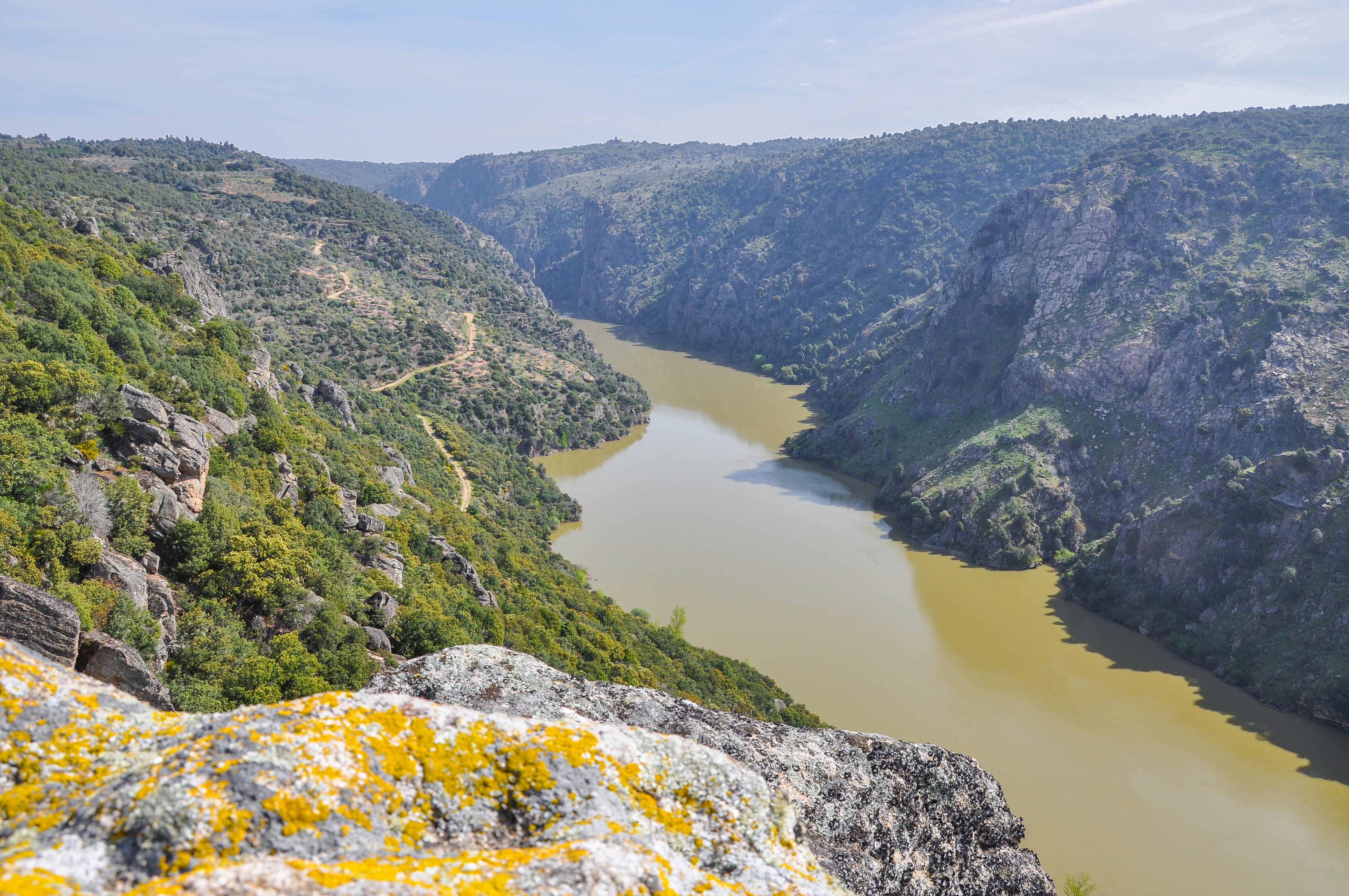
Mirador de Freixiosa.

Localidad fronteriza con España y con un paso sobre el Duero por la presa del mismo nombre en el tramo de aprovechamiento hidroeléctrico portugués del río, el comercio es la base de la economía local. Hasta la desaparición de fronteras en la Unión Europea, Miranda de Duero era visitada en busca de productos textiles, café y productos artesanales de bronce, entre otros.
A la actividad comercial se ha unido el desarrollo turístico en busca de los monumentos de la ciudad, el entorno paisajístico del Duero encajonado o los deportes náuticos en el embalse.

## Ciudades hermanadas
La ciudad participa en la iniciativa de hermanamiento de ciudades promovida, entre otras instituciones, por la Unión Europea. A partir de esta iniciativa se han establecido lazos con las localidades españolas de Aranda de Duero, en Castilla y León, y de Bimenes, en Asturias.

## Miradores
- Aldeia Nova: Miradouro de São João das Arribas.[23]
- Miranda de Duero: Miradouro do Castrilhouço, Miradouro do Centro de Interpretação y Miradouro da Sé Catedral.[23]
- Freixiosa: Miradouro do Chapéu y Miradouro da Freixiosa.[23]
- Paradela: Miradouro da Penha das Torres.[23]
- Picote: Miradouro da Fraga do Puio[23] y Miradouro da Fraga Amarela.[23]
- Sendim: Miradouro da Capela de São Paulo y Miradouro do Carreirão das Arribas.[23]
- Vila Chã de Braciosa: Miradouro do Cabecito da Vinha.[23]

## Demografía
La mayor parte del municipio se concentra en la capital. En Miranda de Duero viven 2254 habitantes, el 33,77% del total del municipio en 2011. La segunda población en importancia es Sendim, con 1366 habitantes, el 22,28% del total del municipio en 2011. 
La población desde el siglo XIX ha sido más o menos estable, aunque se observa cierta despoblación, sobre todo en los núcleos más pequeños. El municipio pasó de 17 a 13 freguesias en la reorganización administrativa de 2012/2013, precisamente debido a la pérdida de habitantes. En general el término subsiste gracias al comercio minorista transfronterizo y el turismo.
El máximo de población de los últimos años se da en el año 1960, cuando se registran 18 972 habitantes, gracias sobre todo al flujo de obreros que congregó la construcción de la central hidroeléctrica y presa de Miranda, inaugurada en 1961, con una producción de energía actualmente de 1036,3 GWh anuales. Otro momento importante para la demografía de la ciudad es al llegar el ferrocarril de la Línea del Sabor a Duas Igrejas en 1938, pero no se nota tanto en los datos como la construcción de la presa.
| Gráfica de evolución demográfica de Miranda do Douro entre 1864 y 2021 |
|                                                                        |
| Datos según el nomenclátor publicado por el INE portugués.             |